# فلويد لانديس
فلويد لانديس (بالإنجليزية: Floyd Landis)‏ مواليد 14 أكتوبر 1975 في بنسيلفانيا، الولايات المتحدة، هو دراج أمريكي سابق في صنف سباق الدراجات على الطريق.

## سجل النتائج

### سباقات أو مراحل فاز بها
- طواف فرنسا

## روابط خارجية
- فلويد لانديس على موقع الاتحاد الدولي للدراجات (الإنجليزية)
- فلويد لانديس على موقع أرشيف الدراجات (الإنجليزية)
- فلويد لانديس على موقع إحصائيات الدراجات الإحترافية (الإنجليزية)
- فلويد لانديس على موقع نسبة الدراجات (الإنجليزية)
- فلويد لانديس على موقع CycleBase (الإنجليزية)